# トキメキ性春エロマッサージ学園 膣キュン×珍ムク×イカシアイ!!
『トキメキ性春エロマッサージ学園 膣キュン×珍ムク×イカシアイ!!』（トキメキせいしゅんエロマッサージがくえん ちつキュンちんムクイカシアイ）は、アトリエかぐや CheshireCatが2024年10月25日に発売したアダルトゲームである。
本作は、マッサージ師の専門学校に通う主人公が、学校を支配する組織に一度破れたのち、改造手術を受けたうえで再起を図る物語である。

## あらすじ
主人公・熱男は同門の幼馴染・郡山 揉香とその親友・指田 晶とともにマッサージ師の専門学校に入学する。
ある日、熱男は男子生徒から金を貸してくれと頼まれる。不審に思った熱男はその生徒を尾行したところ、非合法の賭博「エロマッサージバトル」が行われている現場を目の当たりにする。そのうえ、熱男は選手として参加していた晶とのバトルをさせられる。性経験のない熱男は晶に圧倒された上、直後現れた揉香によって童貞を奪われた挙句何度も射精させられた結果、勃起不全に陥る。おまけに、マッサージの練習に用いる人形が爆発したことで熱男は両手を負傷し、マッサージ師としての夢を絶たれてしまう。
途方に暮れた熱男は、マッドサイエンティストの叔父・魁生から生身の両手を切り落として義手に換えることを提言される。迷った熱男は師匠の拳士郎の元を訪れるが、本人は既に他界していた。残されていた手紙には、秘術である裏・刑結式マッサージを悪用しようとする揉香を助けてほしいと記されていた。それを読んだ熱男は義手の装着を決意する。また、陰茎も強化手術を施して復活した。
熱男が戻ってきた時点では、すでに学園が揉香率いる「スクィーズガールズ」によって支配されていた。早速熱男は「スクィーズガールズ」の攻略にかかり、揉香の腹心である心愛を撃破した。

## 登場人物
熱男
本作の主人公。
郡山 揉香（こおりやま もか）
声：ヒマリ
熱男の幼馴染であり、マッサージ師の見習いとしても同門である。一方、ある目的から「スクィーズガールズ」という組織を結成し、学園の支配をもくろんでいる。
指田 晶（さしだ あきら）
声：鶴屋春人
揉香の親友であり、熱男の旧友でもある。同時に、「スクィーズガールズ」の表向きのリーダーでもある。
春川 心愛（はるかわ ここあ）
声：赤月ゆむ
熱男たちと同じ学校に通う女子生徒。興味本位で「スクィーズガールズ」に加入して以来、揉香に才能を認められ、腹心となった。

## スタッフ
- 原画：イツキト、SnWt[1]
- シナリオ：七歌（灰黒七歌）[1]

## 評価
ニュースサイト「BugBug.news」に掲載された体験版のレビューでは、お気楽な物語を想起させる題名に反し、コミカルながらも意外とシリアスな物語で驚いたと記されている。同時にシナリオやキャラクターからバトルものとしても楽しめそうだが、戦う方法がエロマッサージなのがシュールでありそこが魅力だとレビュアーは見ている。